# Cummins
Cummins Inc. là một Tập đoàn đa quốc gia của Mỹ chuyên thiết kế, sản xuất và phân phối các loại động cơ, máy phát điện. Cummins cũng đảm nhận việc bảo trì động cơ và các thiết bị liên quan, bao gồm hệ thống nhiên liệu, điều khiển, xử lý không khí, lọc và kiểm soát chất lượng khí thải, hệ thống phát điện và xe tải.
Công ty có trụ sở đặt tại Columbus, Indiana, Cummins bán sản phẩm tại khoảng 190 quốc gia và vùng lãnh thổ thông qua mạng lưới hơn 600 nhà phân phối độc lập và do công ty sở hữu cùng khoảng 7.200 đại lý. Cummins báo cáo thu nhập ròng là 2,15 tỷ đô la trên doanh số 28 tỷ đô la vào năm 2022.

## Lịch sử

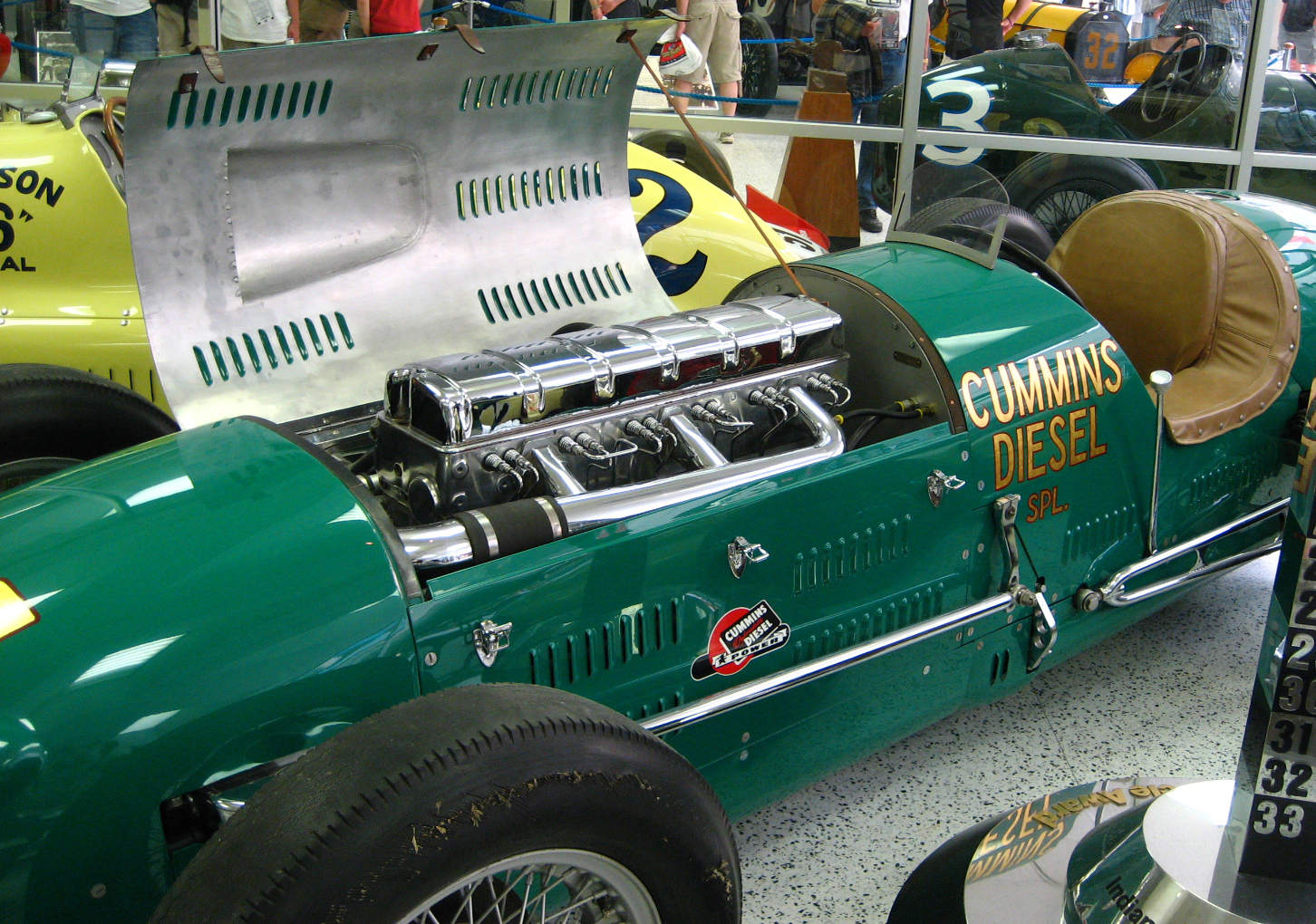
Động cơ diesel Indianapolis 500 do Công ty sản xuất những năm 1950

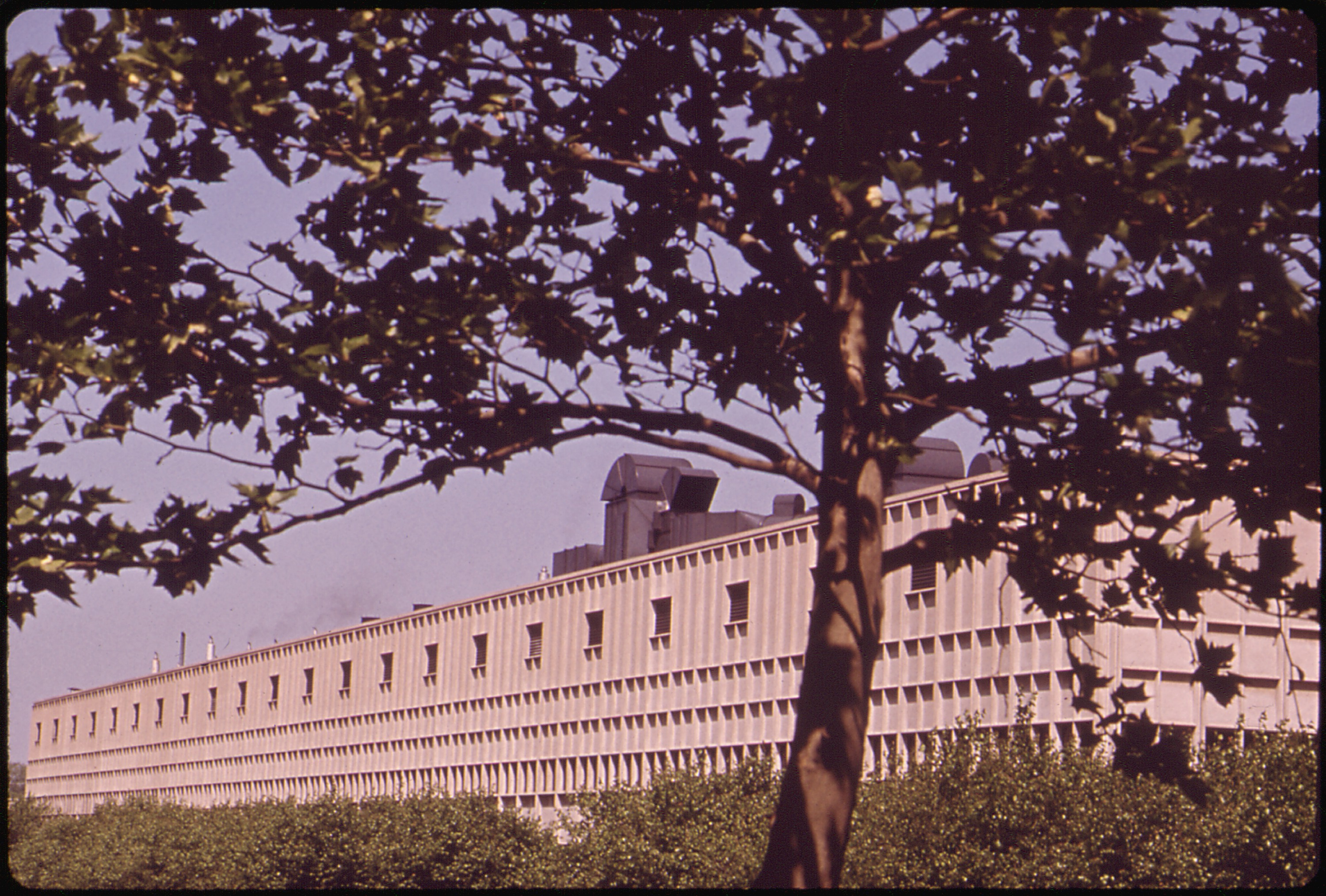
Nhà máy của Cummins tại Columbus (1973)

Công ty Động cơ Cummins được thành lập tại Columbus, Indiana vào ngày 3 tháng 2 năm 1919, bởi thợ máy Clessie Cummins và chủ ngân hàng William Glanton Irwin. Công ty tập trung vào việc phát triển động cơ diesel, được phát minh ra 20 năm trước đó. Mặc dù đã có một số thử nghiệm độ bền được công bố rộng rãi, nhưng mãi đến năm 1933, động cơ Model H của họ, được sử dụng trong các đầu máy chuyển mạch đường sắt nhỏ, mới chứng tỏ được sự thành công. Động cơ Cummins N Series đã biến công ty thành công ty dẫn đầu ngành động cơ trong cơn sốt xây dựng đường bộ sau Thế chiến thứ II tại Hoa Kỳ, với hơn một nửa thị trường xe tải hạng nặng sử dụng động cơ Cummins từ năm 1952 đến năm 1959. Vào những năm 1960, công ty đã mở một nhà máy lắp ráp tại Shotts , Scotland (đóng cửa vào năm 1996). Đến năm 2013, Cummins đã hoạt động tại 197 quốc gia và vùng lãnh thổ.

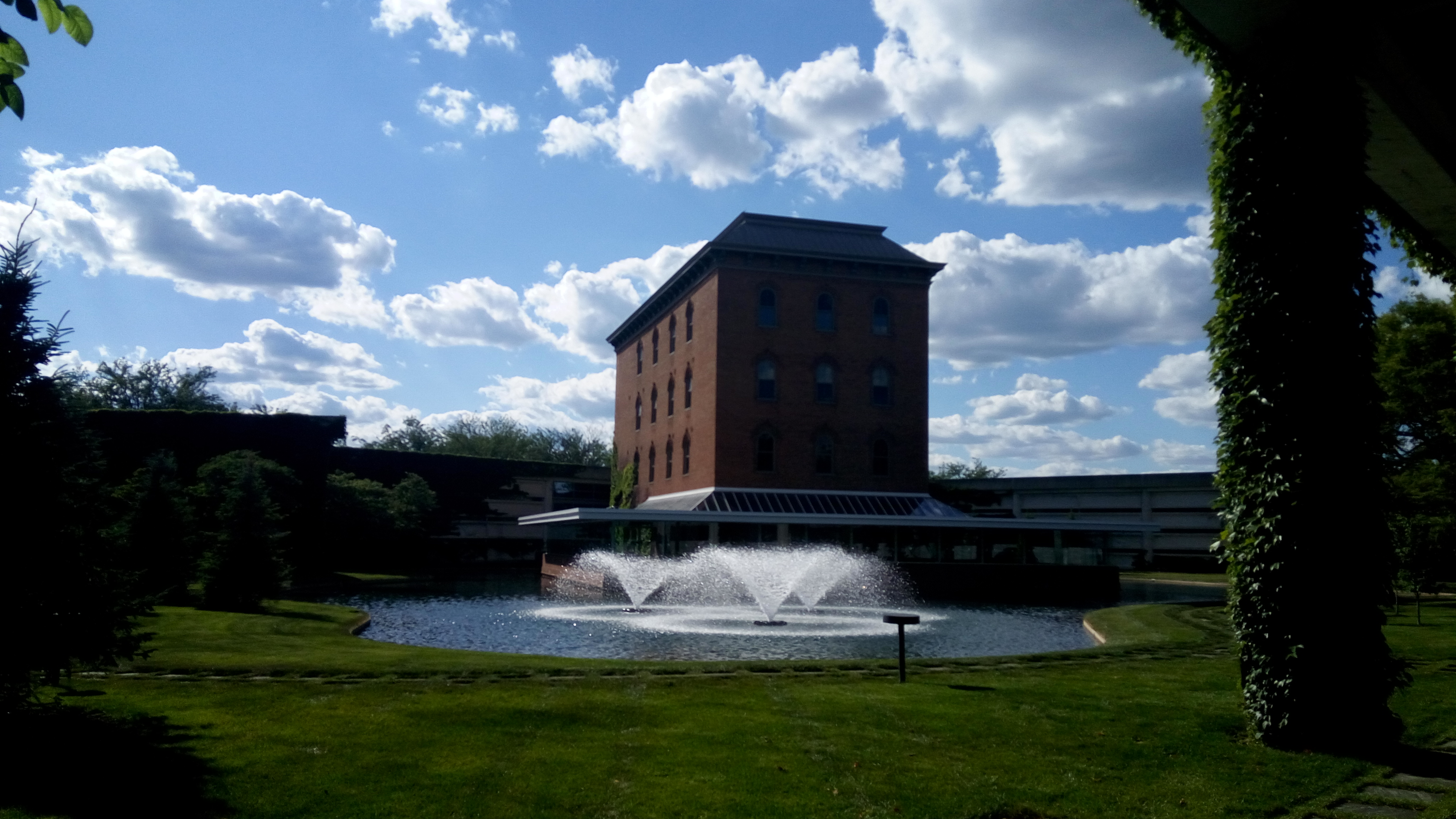
Trụ sở đầu tiên của Cummins